# УД Логроньєс
Уніон Депортіва Логроньєс (ісп. Unión Deportiva Logroñés) — іспанський футбольний клуб з міста Логроньо, Ла Ріоха, заснований в 2009 році.

## Історія
У червні 2009 року, після того як «КД Логроньєс» припинив існування, бізнесмен Фелікс Ревуельта, власник Naturhouse, заснував нову футбольну команду під назвою Unión Deportiva Logroñés і купив місце у Сегунді Б у клубу «Вареа», який, продавши своє місце у професіональній лізі, продовжив виступи на регіональних змаганнях.
Таким чином, клуб стартував одразу у Сегунді Б 2009/10, де потрапив у групу III, провівши хороший сезон і посівши дев'яте місце в турнірній таблиці. У сезонах 2010/11 і 2011/12 років він був дуже близький до того, щоб потрапити до плей-оф за вихід до Сегунди, після того, як посів шосте і п'яте місця відповідно.
Після двох невдалих сезонів 2012/13 та 2013/14 років, в яких команда перемістилася в нижню частину таблиці, 2015 року клуб нарешті досяг довгоочікуваного виходу в плей-оф, але там в першому ж раунді вилетів від клубу «Уракан Валенсія» (1:1. 1:2 д.ч.). Наступного року «УД Логроньєс», знов посівши 4 місце, вдруге поспіль вийшов до плей-оф. Цього разу в першому раунді він пройшов «Вільяреал Б» (0:0, 1:1), завдяки правилу виїзного голу, але у другому раунді поступився «Севільї Атлетіко» (0:1, 0:0).
Наступні два сезони команда залишалась поза зоною плей-оф і лише у сезоні 2018/19 років повернулась туди, посівши друге місце. У першому раунді вони перемогли «Бадахос» (1:0, 3:3), але не зуміли подолати півфінал, програвши «Еркулесу» (1:3, 0:0).
У сезоні 2019/20 клуб достроково виграв групу II Сегунди Б, оскільки турнір було зупинено завчасно у середині березня 2020 року через пандемію COVID-19. Згодом, 18 липня того ж року, вони зіграли з «Кастельйоном» одноматчеве плей-ой за підвищення у класі. Після нічиєї 1:1 в основний час і додатковий час, «Логроньєс» виграв серію пенальті з рахунком 3:2 і вперше у своїй історії піднявся до другого іспанського дивізіону. Зустріч відбулася на стадіоні «Ла Росаледа» в Малазі і пройшла без глядачів через пандемію коронавірусу. Одночасно з підвищенням був опублікований офіційний гімн клубу, створений місцевої метал-групою Tierra Santa.
Втім у Сегунді команда виступила невдало, посівши 20 місце за підсумками дебютного сезону 2020/21, після чого вилетіла до новоствореного Першого дивізіону КІФФ.

## Стадіон

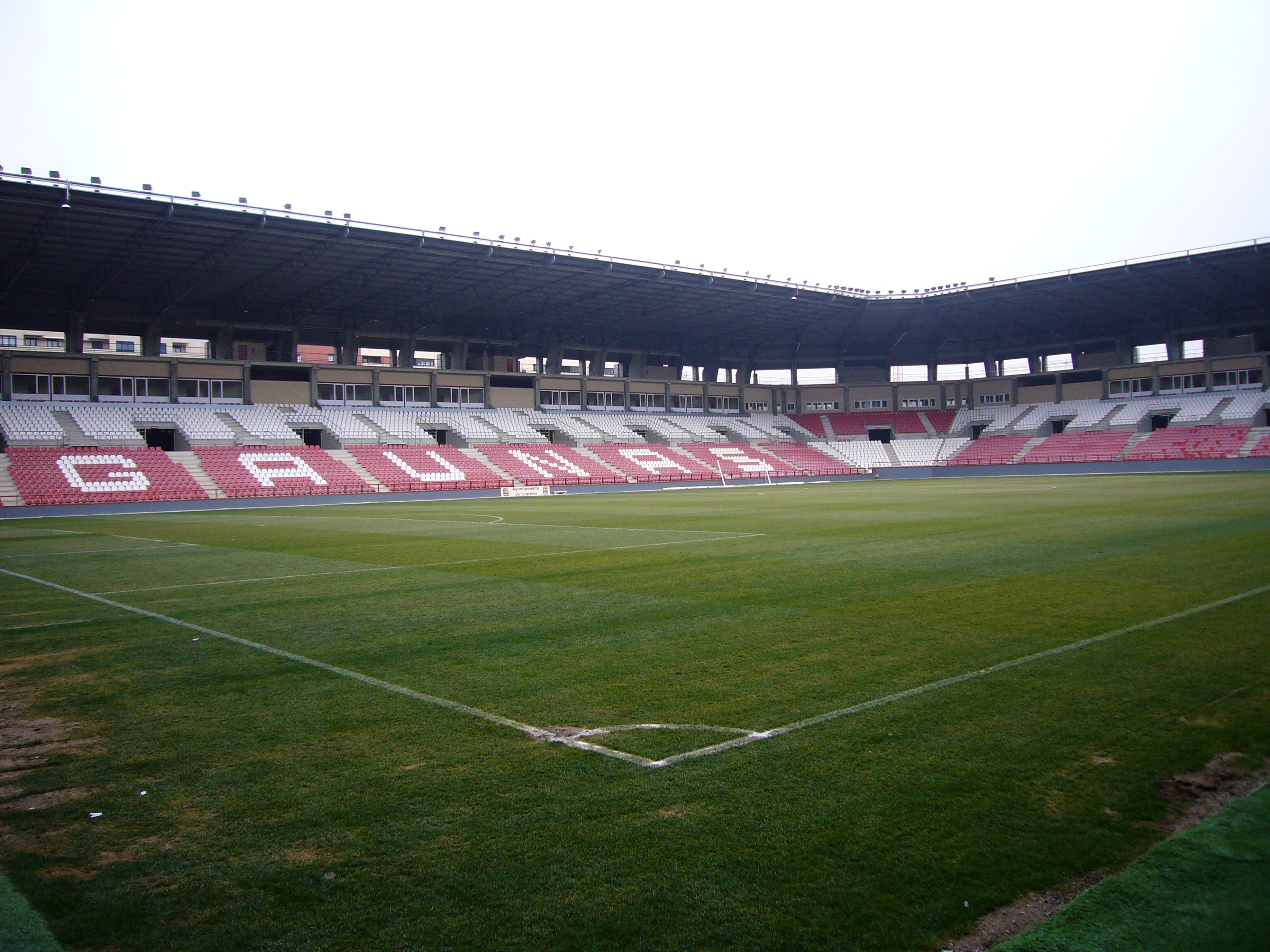
Внутрішній вигляд стадіону Лас-Гаунас.

Домашні матчі клуб проводить на стадіоні «Лас-Гаунас». Він розрахований на 15 952 глядачів. Сидіння біло — червоні і утворюють напис Gaunas.

## Суперництва
«УД Логроньєс» зберігає деякі з історичних суперництв, які мав його попередник «КД Логроньєс», наприклад, проти «Осасуни». Крім того команда має суперництво із клубом «СД Логроньєс», іншою команди міста, яка теж утворилась після зникнення історичної команди.

## Статистика
| Сезон   | Ліга                  | Місце | Кубок короля |
| ------- | --------------------- | ----- | ------------ |
| 2009-10 | Сегунда Дивізіон Б    | 9     | 1-й тур      |
| 2010-11 | Сегунда Дивізіон Б    | 6     | 1/16 фіналу  |
| 2011-12 | Сегунда Дивізіон Б    | 5     | 3-й тур      |
| 2012-13 | Сегунда Дивізіон Б    | 14    | 1-й тур      |
| 2013-14 | Сегунда Дивізіон Б    | 11    |              |
| 2014-15 | Сегунда Дивізіон Б    | 4     |              |
| 2015-16 | Сегунда Дивізіон Б    | 4     | 1/16 фіналу  |
| 2016-17 | Сегунда Дивізіон Б    | 6     | 1-й тур      |
| 2017-18 | Сегунда Дивізіон Б    | 7     | 3-й тур      |
| 2018-19 | Сегунда Дивізіон Б    | 2     | 3-й тур      |
| 2019-20 | Сегунда Дивізіон Б    | 1▲    | 1/16 фіналу  |
| 2020-21 | Сегунда Дивізіон      | 20▼   | 1-й тур      |
| 2021-22 | Прімера Дивізіон КІФФ |       |              |

## Досягнення
- Переможець Сегунди Б (1) : 2019-20 (II група).